# ماري بولو
ماري بولو (بالألمانية: Marie von Buelow)‏ (و. 1857 – 1941 م) هي ممثلة، وممثلة مسرحية، من النمسا، ولدت في فيينا، توفيت في برلين، عن عمر يناهز 84 عاماً.

## وصلات خارجية
- ماري بولو على موقع IMDb (الإنجليزية)
- ماري بولو على موقع قاعدة بيانات الفيلم (الإنجليزية)